# 周磐 (民国)
周磐（1893年—1952年 ），字砥平。湖南邵阳岩门前（今湖南省邵阳市新邵县）人。中华民国陆军中将。
周磐先后毕业于保定军官学校第3期骑兵科和陆军大学特别班第1期。历任湘军排长、连长、营长。彭德怀刚参军时周磐正是彭德怀的上级排长。
1923年任湘军第二师六团团长，1926年，随所在二师改编为国民革命军第八军第一师，升任旅长，参加北伐，与叶挺等部攻克南昌。
1927年任第35军1师师长，1928年任独立第5师师长。
1932年任军事参议院少将参议，1934年担任参谋本部高参。抗日战争时在中央军校任职。1946年7月授中将。
1948年9月任第十四兵团副司令官兼常德指挥所主任。
1950年在昆明被中国人民解放军俘虏。1952年在镇反中，周磐交出自己于1925年得到的文物皿方罍的盖以求免死，但仍然被处决。